# قنوط
قنوط لفظاً به معنای یأس و ناامیدی از خیر است.
قنوط در اصطلاح اسلامی ناامیدی از رحمت خداوند و گناه کبیره است. به تعبیر سید عبدالحسین دستغیب «قنوط ناامیدی از رحمت الهی است که در قلب رسوخ نموده و قباحت آن کم شده است ... قانط کسی است که آثار ناامیدی از کلماتش هویدا باشد.» وی توضیح می‌دهد بنا بر دیدگاه برخی نظیر طبرسی در تفسیر مجمع البیان، قنوط شدیدتر از یأس از رحمت خداست و به معنای بدگمانی به خداست به طوری که شخص بپندارد خدا به او رحم نمی‌کند، توبه‌اش را نمی‌پذیرد و او را عذاب خواهد کرد. قنوط قابل آمرزش نیست و زمانی که بر شخص چیره می‌شود نشانه از بین رفتن فطرت الهی و گسست از خداست.

## قنوط در قرآن
در سوره حجر آیات ۵۵ و ۵۶، هنگامی که فرشتگان به ابراهیم بشارت تولد فرزندی را در سن پیری می‌دهند از او می‌خواهند از قانطان نباشد و وی در جواب این گروه را از گمراهان بر می شمارد.
در سوره زمر آیه ۵۳ خداوند از بندگانی که بر خود ستم کرده‌اند می‌خواهد که نسبت به رحمت او بدگمان مباشند، همانا که او همهٔ گناهان را می‌آمرزد زیرا او غفور رحیم است. سید محمدحسین طباطبایی در المیزان این آیه را خطاب به مشرکان و کافران می‌داند و از محمد، پیامبر خدا، می‌خواهد آنان را به خدا فراخواند. البته این آمرزش در گرو پذیرش اسلام و توبه است.